# Ready to Die (альбом The Stooges)
Ready to Die («К смерти готов») — пятый и последний студийный альбом американской рок-группы The Stooges, который был выпущен 30 апреля 2013 года на лейбле Fat Possum Records.

## Об альбоме
«На данный момент моя мотивация того, чтобы записать с группой что-либо, больше не носит личный характер. Просто я считаю, что с годами настоящая группа продолжает выпускать записи. Она не уходит и не слоняется по сцене просто ради кучи денег…» — Игги Поп.
Оригинальный текст (англ.)My motivation in making any record with the group at this point is no longer personal. It's just a pig-headed fucking thing I have that a real fucking group when they're an older group they also make fucking records. They don't just go and twiddle around on stage to make a bunch of fucking money…

5 марта 2013 года, на странице лейбла Fat Possum на сайте SoundCloud была выложена песня «Burn», а также были сообщены даты нового тура, первый концерт которого состоялся 13 марта в Остине, Техас.

## Список композиций
| №   | Название           | Длительность |
| --- | ------------------ | ------------ |
| 1.  | «Burn»             | 3:37         |
| 2.  | «Sex & Money»      | 3:18         |
| 3.  | «Job»              | 3:05         |
| 4.  | «Gun»              | 3:07         |
| 5.  | «Unfriendly World» | 3:46         |
| 6.  | «Ready to Die»     | 3:06         |
| 7.  | «DD's»             | 3:12         |
| 8.  | «Dirty Deal»       | 3:42         |
| 9.  | «Beat That Guy»    | 3:15         |
| 10. | «The Departed»     | 4:36         |
| 11. | «Dying Breed»      | 3:12         |

## Участники записи
The Stooges
- Игги Поп — вокал
- Джеймс Уильямсон — гитара
- Майк Уотт — бас-гитара
- Скотт Эштон — ударные
- Стив Маккей — саксофон

Приглашённые музыканты
- Джейсон Батлер — перкуссия
- Марк Калбертсон — контрабас
- Тоби Даммит — перкуссия
- Петра Хейден — скрипка, бэк-вокал
- Хью Марш — скрипка
- Скотт Тёрстон — клавишные
- Мишель Уиллис — фисгармония